# ムソルグスキア (小惑星)
ムソルグスキア (1059 Mussorgskia) は小惑星帯に位置する小惑星である。クリミア半島にあるシメイズ天文台で、ソビエト連邦の天文学者、ウラジーミル・アルビツキーによって発見された。
ロシア国民楽派の作曲家、モデスト・ムソルグスキーに因んで命名された。